# Fizika elementarnih čestica
Fizika elementarnih čestica se bavi proučavanjem fundamentalnih sastavnih delova materije i zračenja. Za nju se koristi i naziv „visokoenergetska fizika“, jer se eksperimenti odvijaju tokom visokoenergetskih sudara čestica, kakvi se postižu u akceleratorima.

## Istorijski razvoj
Ideja o tome da se materija sastoji iz čestica prvi put se javila u Staroj Grčkoj, oko V veka p.n.e. Demokrit je tim česticama dao ime “atomi”, od grčke reči za nedeljivo. Kasnije je Njutn verovao da materija nije kontinualna. Međutim, prvi je tu ideju formalno izrazio Dalton. Mendeljejev je ovu ideju podržao periodnim sistemom elemenata. Tomson je dokazao da atom sadrži i pozitivne i negativne čestice. Raderford je eksperimentalno utvrdio da se pozitivno naelektrisanje koje ima mnogo veću masu nalazi u središtu atoma, a sitni elektroni kruže oko njega (planetarni model). Bor je, kasnije, pretpostavio da se elektroni kreću po određenim orbitama, tako da ne emituju energiju, što mu je omogućilo da uvede niz postulata. Početkom XX veka razvijaju se nuklearna i kvantna fizika, koje vrhunac dostižu otkrićem nuklearne fisije i fuzije. Sredinom XX veka otkriveno je mnoštvo novih čestica, a ta količina je objašnjena postojanjem fundamentalnih čestica. Njih objašnjava standardni model atoma.
Tokom 1950-ih i 1960-ih, zbunjujuće različite čestice su pronađene u sudarima čestica iz snopova sve veće energije. To je neformalno nazvano „zoološki vrt čestica”. Važna otkrića kao što je kršenje CP od strane Džejmsa Kronina i Vala Fiča dovela su do novih pitanja neravnoteže materije i antimaterije. Nakon formulacije Standardnog modela tokom 1970-ih, fizičari su razjasnili poreklo zoološkog vrta čestica. Veliki broj čestica je objašnjen kao kombinacije (relativno) malog broja fundamentalnijih čestica i uokviren u kontekstu kvantnih teorija polja. Ova reklasifikacija označila je početak moderne fizike elementarnih čestica.

## Standardni model atoma
Standardni model opisuje čestice koje su do tada bile poznate ali predviđa i postojanje čestica koje će tek kasnije biti otkrivene. Opisuje fundamentalne čestice koje nemaju unutrašnju strukturu i od kojih su izgrađene druge čestice. Takođe, opisuje i fundamentalne sile koje deluju unutar atoma. To su elektromagnetna sila, jaka sila i slaba sila.

### Spin
Jedna od osnovnih osobina čestice jeste spin tj. simetrija (kako čestica izgleda iz različitih pravaca). Spin se izražava pozitivnim i negativnim brojevima, gde znak broja predstavlja smer spina.
Tačka ima spin 0, jer izgleda isto iz svih pravaca. Prva karta ima spin 1, jer izgleda različito iz svih pravaca. druga karta ima spin 2, jer nakon rotacije od 180° imaće isti izgled. Spin ½ ima čestica koja mora da rotira puna dva kruga da bi izgledala isto.
Atomska jezgra elemenata sa neparnim brojem protona (kao što je vodonik) i/ili neutrona poseduju mehanički moment (spin) i njemu pridruženi magnetni moment, koji se može predstaviti i kao slabo magnetno polje, koje emituje signale koji se mogu primeniti u NMR. Kako spin poseduje i mehanički moment, on se ponaša i kao čigra koju spoljašnje magnetsko polje ne može potpuno da orijentiše već ga navodi na precesiono kretanje i u spoljašnjem magnetskom polju i spin precesuje oko pravca polja nagnut pod određenim uglom. Pri čemu je precesiona frekvencija jednaka rezonantnoj frekvenciji.
Prema spinu čestice se dele na fermione i bozone. Bozoni su čestice sila i njihov spin je celobrojan (0, 1, 2,…). Fermioni izgrađuju materiju i njihov spin je polu-celi broj npr ½. Za fermione važi Paulijev princip isključenja (dve čestice se ne mogu nalaziti u istom kvantnom polju u istom vremenskom trenutku), a za bozone ne važi.

### Fermioni
Fermioni obuhvataju dva grupe čestica: leptone i kvarkove. Ove grupe čestica su podeljene u tri generacije i prva generacija ima najmanju masu. Svakoj od generacija pripada po par leptona i par kvarkova. Leptoni se dele na tri naelektrisane i tri nenaelektrisane čestice. Naelektrisane čestice su elektroni, mioni i tauoni. Oni su naelektrisani negativno. Nenaelektrisane čestice su neutrino i svaki od njih odgovara po jednoj naelektrisanoj čestici (elektronski neutrino, mionski neutrino, tauonski neutrino). Svaki lepton ima odgovarajuću antičesticu koja se od čestice razlikuje samo po vrsti naelektrisanja. Kvarkovi izgrađuju protone, neurone i mnoge druge čestice. Ima ih šest (up, down, charm, strange, top i bottom) i oni su podeljeni u tri generacije. Materija koja se nalazi svuda oko nas je izgrađena samo od kvarkova prve generacije. Sve u prirodi teži minimalnoj potencijalnoj energiji, pa se tako masivniji kvarkovi jako brzo raspadaju na lakše. Prvi kvark je uočen 1969. godine, a zadnji 1995. godine. Naelektrisanje kvarkova je jedna do dve trećine elementarnog naelektrisanja (e=1.60 ∙ 10−19C). Kao i druge čestice, i kvarkovi imaju svoje antičestice. Kvarkovi grade hadrone. Hadron izgrađen od tri kvarka se naziva barion i njima pripadaju i proton i neutron. Mezoni su izgrađeni od jednog kvarka i jednog antikvarka, ova struktura je jako nestabilna i njen životni vek je oko 10−20s.

## Sile koje deluju unutar atoma
Standardni model atoma objašnjava i fundamentalne sile i čestice koje ih prenose. Najpoznatija je elektromagnetna sila koja deluje između svih naelektrisanih tela. Prenosnik ove sile je foton, on nema masu mirovanja i nije naelektrisan. Njegov spin iznosi 1. Druga je slaba sila koja je odgovorna za mnoge procese unutar atoma kao što je beta-raspad. Može biti semi-leptonska (između leptona i kvarka), leptonska (između dva leptona) i neleptonska (između dva kvarka. Jaka sila je najjača ali ima i najkraće dejstvo. Deluje samo na rastojanjima dimenzija atomskog jezgra. Odgovorna je za stabilnost jezgra i čestica koje ga sačinjavaju. Prenosnici su gluoni. Zanimljivo je to što se sa povećanjem rastojanja intenzitet ove sile povećava, za razliku od svih drugih sila, koje se smanjuju. Gravitaciona sila se ne uklapa u standardni model. Ona je objašnjena opštom teorijom relativnosti. U teorijskoj fizici veliki je izazov naći sponu između ove dve teorije. Standardni model predviđa postojanje tzv, Božje čestice tj. Higsovog bozona, koji je nosilac gravitacione sile. Početkom jula 2012. godine, u CERN-u, Švajcarska, je napravljen veći pomak u pronalaženju Higsovog bozona. Potvrda o ovome se očekuje do kraja 2012. godine.

## Literatura
- Close, Frank (2004). Particle Physics: A Very Short Introduction. Oxford University Press. ISBN 978-0-19-280434-1..
- Close, Frank; Marten, Michael; Sutton, Christine (2004). The particle odyssey: a journey to the heart of the matter. Oxford University Press. ISBN 978-0-19-860943-8.
- Ford, Kenneth W. (2005) The Quantum World. Harvard University Press.
- Schumm, Bruce A. (2004). Deep Down Things: The Breathtaking Beauty of Particle Physics. Johns Hopkins University Press. ISBN 978-0-8018-7971-5..
- Riazuddin. „An Overview of Particle Physics and Cosmology”. NCP Journal of Physics. Dr. Professor Riazuddin, High Energy Theory Group, and senior scientist at the National Center for Nuclear Physics. 1 (1): 50.
- Frank Close (2006). The New Cosmic Onion. Taylor & Francis. ISBN 978-1-58488-798-0.
- Robinson, Matthew B., Gerald Cleaver, and J. R. Dittmann (2008) "A Simple Introduction to Particle Physics" - „Part 1, 135pp.”. arXiv:abs/0810.3328v1  Проверите вредност параметра |arxiv= (помоћ). and „Part 2, nnnpp.”. arXiv:abs/0908.1395v1  Проверите вредност параметра |arxiv= (помоћ). Baylor University Dept. of Physics.
- Griffiths, David J. (1987). Introduction to Elementary Particles. Wiley, John & Sons, Inc. ISBN 978-0-471-60386-3.
- Kane, Gordon L. (1987). Modern Elementary Particle Physics. Perseus Books. ISBN 978-0-201-11749-3.
- Perkins, Donald H. (1999). Introduction to High Energy Physics. Cambridge University Press. ISBN 978-0-521-62196-0.
- Povh, Bogdan (1995). Particles and Nuclei: An Introduction to the Physical Concepts. Springer-Verlag. ISBN 978-0-387-59439-2.
- Boyarkin, Oleg (2011). Advanced Particle Physics Two-Volume Set. CRC Press. ISBN 978-1-4398-0412-4.
- R. Oerter (2006). The Theory of Almost Everything: The Standard Model, the Unsung Triumph of Modern Physics. Plume.
- „The Standard Model of Particle Physics Interactive Graphic”.
- I. Aitchison; A. Hey (2003). Gauge Theories in Particle Physics: A Practical Introduction. Institute of Physics. ISBN 978-0-585-44550-2.
- W. Greiner; B. Müller (2000). Gauge Theory of Weak Interactions. Springer. ISBN 978-3-540-67672-0.
- G.D. Coughlan; J.E. Dodd; B.M. Gripaios (2006). The Ideas of Particle Physics: An Introduction for Scientists. Cambridge University Press.
- T.P. Cheng; L.F. Li (2006). Gauge theory of elementary particle physics. Oxford University Press. ISBN 978-0-19-851961-4.
- J.F. Donoghue; E. Golowich; B.R. Holstein (1994). Dynamics of the Standard Model. Cambridge University Press. ISBN 978-0-521-47652-2.
- L. O'Raifeartaigh (1988). Group structure of gauge theories. Cambridge University Press. ISBN 978-0-521-34785-3.
- Nagashima, Yorikiyo (2013). Elementary Particle Physics: Foundations of the Standard Model, Volume 2. Wiley. ISBN 978-3-527-64890-0. 920 pages.
- Schwartz, Matthew D. (2014). Quantum Field Theory and the Standard Model. Cambridge University. ISBN 978-1-107-03473-0. 952 pages.
- Langacker, Paul (2009). The Standard Model and Beyond. CRC Press. ISBN 978-1-4200-7907-4.
- E.S. Abers; B.W. Lee (1973). „Gauge theories”. Physics Reports. 9 (1): 1—141. Bibcode:1973PhR.....9....1A. doi:10.1016/0370-1573(73)90027-6.
- M. Baak;  . (2012). „The Electroweak Fit of the Standard Model after the Discovery of a New Boson at the LHC”. The European Physical Journal C. 72 (11): 2205. Bibcode:2012EPJC...72.2205B. S2CID 15052448. arXiv:1209.2716 . doi:10.1140/epjc/s10052-012-2205-9.
- Y. Hayato;  . (1999). „Search for Proton Decay through p → νK+ in a Large Water Cherenkov Detector”. Physical Review Letters. 83 (8): 1529—1533. Bibcode:1999PhRvL..83.1529H. S2CID 118326409. arXiv:hep-ex/9904020 . doi:10.1103/PhysRevLett.83.1529.
- S.F. Novaes (2000). „Standard Model: An Introduction”. arXiv:hep-ph/0001283 .
- D.P. Roy (1999). „Basic Constituents of Matter and their Interactions – A Progress Report”. arXiv:hep-ph/9912523 .
- F. Wilczek (2004). „The Universe Is A Strange Place”. Nuclear Physics B: Proceedings Supplements. 134: 3. Bibcode:2004NuPhS.134....3W. S2CID 28234516. arXiv:astro-ph/0401347 . doi:10.1016/j.nuclphysbps.2004.08.001.

## Spoljašnje veze
- Elementarne čestice